# Gruppa A 1941
L'edizione 1941 della Gruppa A fu la 7ª del massimo campionato sovietico di calcio. Non fu portata a termine a causa dello scoppio della seconda guerra mondiale.

## Formula
Fu l'ultimo ad avere questo nome: alla fine della seconda guerra mondiale il campionato fu conosciuto come Pervaja Gruppa ("primo gruppo").
Fu confermata la formula della precedente stagione: le squadre si incontrarono tra di loro in gare di andata e ritorno; il sistema prevedeva l'attribuzione di due punti per la vittoria, uno per il pareggio e zero per la sconfitta.
Nacquero diverse squadre dalla fusione di vari club: a Leningrado le squadre di Zenit, Krasnaya Zarya e Avangard furono fuse sotto il nome di ProfSoyuzy Leningrado; successivamente la squadra fu rinominata Zenit Leningrado; a Mosca le squadre di Lokomotiv, Torpedo, Metallurg e Krylya Sovetov si unirono per dar luogo a due squadre, il ProfSoyuzy-1 e il ProfSoyuzy-2. Il numero di squadre salì comunque da 14 a 15: le retrocesse Metallurg Mosca e Lokomotivi Tbilisi furono sostituite dalla sola neo promossa Spartak Leningrado, mentre furono ripescate Dinamo Minsk e Spartak Odessa dalla Gruppa B e lo Spartak Charkiv che non era nemmeno iscritto al campionato la stagione precedente.
Il torneo fu definitivamente interrotto dopo il 24 giugno 1941 a causa della seconda guerra mondiale.

## Squadre partecipanti
| Squadra             | Repubblica     | Città       | Stagione precedente                                                                |
| ------------------- | -------------- | ----------- | ---------------------------------------------------------------------------------- |
| CDKA Mosca          | RSFS Russa     | Mosca       | 4° in Gruppa A                                                                     |
| Dinamo Kiev         | RSS Ucraina    | Kiev        | 8° in Gruppa A                                                                     |
| Dinamo Leningrado   | RSFS Russa     | Leningrado  | 5° in Gruppa A                                                                     |
| Dinamo Minsk        | RSS Bielorussa | Minsk       | 6° in Gruppa B                                                                     |
| Dinamo Mosca        | RSFS Russa     | Mosca       | Campione sovietico                                                                 |
| Dinamo Tbilisi      | RSS Georgiana  | Tbilisi     | 2° in Gruppa A                                                                     |
| ProfSoyuzy-1 Mosca  | RSFS Russa     | Mosca       | Nato dalla fusione di Lokomotiv, Torpedo, Metallurg e Krylya Sovetov               |
| ProfSoyuzy-2 Mosca  | RSFS Russa     | Mosca       | Nato dalla fusione di Lokomotiv, Torpedo, Metallurg e Krylya Sovetov               |
| Spartak Charkiv     | RSS Ucraina    | Charkiv     | Non iscritta al campionato                                                         |
| Spartak Leningrado  | RSFS Russa     | Leningrado  | 2° in Gruppa B, promosso                                                           |
| Spartak Mosca       | RSFS Russa     | Mosca       | 3° in Gruppa A                                                                     |
| Spartak Odessa      | RSS Ucraina    | Odessa      | 5° in Gruppa B col nome di Piščevik                                                |
| Stachanovec Stalino | RSS Ucraina    | Stalino     | 12° in Gruppa A                                                                    |
| Traktor Stalingrado | RSFS Russa     | Stalingrado | 7° in Gruppa A                                                                     |
| Zenit Leningrado    | RSFS Russa     | Leningrado  | 10° in Gruppa A come Zenit; nato dalla fusione di Zenit, Krasnaya Zarya e Avangard |

## Classifica finale
| Pos. | Squadra             | Pt | G  | V | N | P  | GF | GS | DR  |
| ---- | ------------------- | -- | -- | - | - | -- | -- | -- | --- |
| 1.   | Dinamo Mosca        | 15 | 10 | 6 | 3 | 1  | 28 | 12 | +16 |
| 2.   | Dinamo Tbilisi      | 15 | 10 | 6 | 3 | 1  | 22 | 13 | +9  |
| 3.   | Dinamo Leningrado   | 14 | 11 | 5 | 4 | 2  | 20 | 11 | +9  |
| 4.   | Traktor Stalingrado | 13 | 12 | 3 | 7 | 2  | 16 | 16 | +0  |
| 5.   | Stachanovec Stalino | 12 | 11 | 6 | 0 | 5  | 13 | 13 | +0  |
| 6.   | CDKA Mosca          | 11 | 9  | 5 | 1 | 3  | 15 | 13 | +2  |
| 7.   | Spartak Mosca       | 10 | 9  | 4 | 2 | 3  | 17 | 12 | +5  |
| 8.   | Dinamo Kiev         | 10 | 9  | 4 | 2 | 3  | 16 | 14 | +2  |
| 9.   | ProfSoyuzy-2 Mosca  | 10 | 10 | 3 | 4 | 3  | 11 | 10 | +1  |
| 10.  | Spartak Odessa      | 8  | 10 | 3 | 2 | 5  | 37 | 42 | -5  |
| 11.  | Zenit Leningrado    | 7  | 8  | 2 | 3 | 3  | 12 | 14 | -2  |
| 12.  | Spartak Leningrado  | 6  | 9  | 1 | 4 | 4  | 8  | 16 | -8  |
| 13.  | Dinamo Minsk        | 6  | 10 | 6 | 4 | 14 | 32 | 43 | -9  |
| 14.  | Spartak Charkiv     | 5  | 9  | 2 | 1 | 6  | 7  | 19 | -8  |
| 15.  | ProfSoyuzy-1 Mosca  | 4  | 9  | 1 | 2 | 6  | 10 | 15 | -5  |

## Risultati
|                     | DMO | DTB | DLE | TRS | STS | CDK | SPM | DKI | P2M | SPO | ZEL | SPL | DMI | SPC | P1M |
| Dinamo Mosca        |     |     | 3-1 | 1-1 | 0-2 |     |     |     | 2-2 |     |     |     |     | 7-0 | 2-1 |
| Dinamo Tbilisi      |     |     | 3-2 | 1-1 | 3-0 |     |     |     | 1-0 | 2-2 |     |     | 3-0 | 3-2 |     |
| Dinamo Leningrado   |     |     |     |     |     |     |     | 1-1 | 1-1 |     |     | 3-0 | 3-0 |     |     |
| Traktor Stalingrado |     |     | 1-1 |     |     |     | 1-3 | 2-3 |     | 1-1 | 2-1 | 1-1 |     | 1-0 | 1-1 |
| Stachanovec Stalino |     |     | 1-3 | 2-3 |     | 0-2 | 3-0 |     |     | 1-0 |     |     |     |     |     |
| CDKA Mosca          | 2-5 |     | 0-2 | 1-1 |     |     | 2-0 |     |     |     |     |     | 1-2 |     |     |
| Spartak Mosca       | 1-1 |     |     |     |     |     |     | 3-0 |     |     |     |     | 3-1 |     |     |
| Dinamo Kiev         |     | 3-0 |     |     |     |     |     |     |     |     | 2-2 | 2-3 |     |     |     |
| Profsoyuzy-2 Mosca  |     |     |     |     | 0-1 | 0-1 | 2-2 |     |     | 3-1 |     | 0-0 |     |     |     |
| Spartak Odessa      | 0-4 |     |     |     |     | 2-3 |     | 0-3 |     |     | 4-3 | 3-1 |     |     |     |
| Zenit Leningrado    |     | 2-2 | 0-2 |     |     |     | 1-0 |     |     |     |     | 0-0 |     |     |     |
| Spartak Leningrado  |     | 1-4 |     |     |     |     |     |     |     |     |     |     |     |     |     |
| Dinamo Minsk        | 2-3 |     |     |     | 1-2 |     |     |     |     | 1-3 |     | 2-1 |     |     |     |
| Spartak Charkiv     |     |     | 1-1 |     | 0-1 | 1-3 | 1-5 | 2-0 | 0-1 |     |     |     | 2-0 |     |     |
| Profsoyuzy-1 Mosca  |     |     |     |     | 1-0 |     |     | 1-2 | 1-2 |     | 2-3 | 1-1 | 0-1 |     |     |
| ------------------- | --- | --- | --- | --- | --- | --- | --- | --- | --- | --- | --- | --- | --- | --- | --- |